# Cecil Haig
Cecil Henry Haig (ur. 16 marca 1862 w Kensington w Londynie, zm. 3 marca 1947 w Monnington on Wye) – brytyjski oficer i szermierz, srebrny medalista olimpijski.
Kształcił się w Clifton College i Gonville and Caius College.
Na igrzyskach olimpijskich w Londynie w 1908 roku razem z Edgarem Amphlettem, Leafem Daniellem, Robertem Montgomerie, Edgarem Seligmanem i Martinem Holtem był drugi w szpadzie drużynowej. W turnieju indywidualnym był piąty. W rundzie finałowej z siedmiu pojedynków dwa wygrał, a pięć zremisował. Były to jego jedyne starty olimpijskie.
Służył najpierw w Royal Naval Reserve, a następnie wstąpił do Westminster Dragoons w stopniu porucznika. Walczył podczas I wojny światowej we Flandrii, Francji i Egipcie. Odznaczony Medalem Wojennym Brytyjskim, Gwiazdą 1914–15 i Medalem Zwycięstwa.